# Хорошёвское шоссе
Хорошёвское шоссе́ (название с 1935 года) — шоссе в Москве на территории Хорошёвского района Северного административного округа.

## Происхождение названия
Шоссе получило название в 1935 году. Названо по своему направлению к селу Хорошёво. Старое название: Воскресенское шоссе (или Воскресенская дорога), по своему направлению в сторону подмосковного города Воскресенск (старое название города Истра).

## Массовая жилищная застройка
В конце 1940-х годов на Хорошёвском шоссе развернулось массовое строительство. Был возведён квартал жилых домов нового типа — четырёхэтажных из сборного железобетона. Элементы зданий создавались на заводах, а на строительной площадке осуществлялась только их сборка. В результате вес конструкции новых домов оказался более чем в два раза меньше по сравнению с кирпичными. Время, затрачиваемое на строительство, сократилось более чем в три раза.

## Расположение
Изначально шоссе являлось продолжением улицы 1905 года, сейчас начинается от развязки Третьего транспортного кольца (Беговой улицы) и улицы 1905 года, заканчивается у моста МКМЖД, где переходит в проспект Маршала Жукова. Справа примыкают: 1-й Хорошёвский проезд, улица Маргелова, Хорошёвский тупик, улицы: Полины Осипенко, Куусинена, Зорге; слева — 2-й Хорошёвский проезд, улицы: Розанова, 5-я Магистральная; пересекает 4-я Магистральная улица.

## Примечательные здания и сооружения
Нечётная сторона
- № 1 — шахматная школа А. Е. Карпова.
- № 3 — школа № 1288 имени Героя Советского Союза Н. В. Троян (с углублённым изучением иностранных языков) (бывшая школа № 84, № 73, № 1244).
- № 11 — отделение почтовой связи № 123007.
- № 13к3 — шестиэтажный кирпичный жилой дом с эркерами, входные группы и карниз украшены глазурованной керамикой.
- № 17 — библиотека № 41.
- № 21 — подразделение школы № 1288 имени Героя Советского Союза Н. В. Троян (бывшая школа № 643).
- № 25ак1, 25ак2, 25ак3 — жилой комплекс «Династия».
- № 25б — бизнес-центр «Династия Plaza».
- № 27 — торгово-развлекательный центр «Хорошо!».
- № 43б — подразделение школы № 141 имени Героя Советского Союза Р. Зорге (бывший детский сад № 1779).

Чётная сторона
- № 12к1 — жилой комплекс «Дом на Беговой»; управление Федеральной налоговой службы по городу Москве и Московской области.
- № 14 — сохранившийся от послевоенной застройки шоссе двухэтажный дом.
- № 16 — жилой комплекс «Дом на Беговой» и торговый центр «На Беговой».
- № 32к1 — сохранившийся от послевоенной застройки шоссе двухэтажный дом (с 2008 года находится на реставрации).
- № 32а — бизнес-центр «Солид-Кама».
- № 38 — издательский дом газеты «Красная Звезда».
- № 40 — отдел МВД России по Хорошёвскому району.
- № 52к2 — центр культуры «Хорошевский».
- сквер с памятным камнем на месте падения В. П. Чкалова.
- № 54 — подразделение школы № 1288 имени Героя Советского Союза Н. В. Троян (бывший детский сад № 1500).
- № 64а — подразделение школы № 1288 имени Героя Советского Союза Н. В. Троян (бывшая школа № 148).
- № 64к1 — жилой дом (в 1982—1991 годах, здесь жил лётчик, Герой Советского Союза А. Я. Фёдоров[6]).
- № 68к1 — ГБУ «Жилищник Хорошёвского района».
- № 68а — Подразделение школы № 1288 имени Героя Советского Союза Н. В. Троян (бывший детский сад № 504).
- № 76, 76б, №76в — главное управление Генерального штаба ВО РФ.
- № 76а — институт медико-биологических проблем РАН.
- № 78к4, 82, 82к3, 84к1, 84к2, 84к3, 84к4, — т. н. «Немецкий городок», сохранившийся от послевоенной застройки шоссе под руководством Д. Н. Чечулина (в здании № 84к3 находится Управа Хорошёвского района).
- № 82к10 — подразделение школы № 1288 имени Героя Советского Союза Н. В. Троян (бывший детский сад № 571).
- № 86 — институт военно-технической информации МО РФ.
- сквер с памятником Р. Зорге.
- № 96 — общежитие РАМ им. Гнесиных. Первоначально — Дом творческих училищ Министерства культуры РСФСР (1967—1968, архитектор Б. В. Зайончковский, инженер Р. С. Осман)[7][8]

## Общественный транспорт

#### Автобусы и электробусы
- № 27: 1-й Силикатный проезд — Белорусский вокзал
- № 48: 1-й Силикатный проезд — Живописная улица - Храм Живоначальной Троицы
- № 155: Проспект Маршала Жукова —  Филёвский парк
- № 175:  Беговая — Улица Панфилова
- № 294: 1-й Силикатный проезд — МФЦ «Хорошёво-Мнёвники»
- № 322: 1-й Силикатный проезд —  Сокол
- № 345: Проспект Маршала Жукова (временно) — Белорусский вокзал
- № 390:  Полежаевская — Пляж № 3 Серебряного бора (сезонный)
- № 391:  Молодёжная —  Полежаевская
- № 403: Карамышевская набережная — Прибрежный проезд
- № 597:  Сокол — Набережная Новикова-Прибоя
- № 800: Щукино —  Полежаевская
- № 847:  Беговая (кольцевой)
- № м35: Крылатское —  Краснопресненская
- № н14:  Молодёжная —  Китай-город (ночной)
- № с23:  ЦСКА —  Беговая
- № с339: Улица Расплетина —  Полежаевская
- № с364:  Краснопресненская — Песчаная площадь
- № т21: Берег Москвы-реки —  Полежаевская
- № т65: Серебряный бор —  Аэропорт
- № т86: Серебряный бор —  Сокол

#### Метро, МЦК и МЦД
- Беговая
- Полежаевская
- Хорошёвская
- Хорошёво
- Беговая
- Беговая (строится)